# Pęcław (Basse-Silésie)
Pour les articles homonymes, voir Pęcław.
Pęcław est une localité polonaise et siège de la gmina de Pęcław, située dans le powiat de Głogów en voïvodie de Basse-Silésie.

## Histoire
De 1742 à 1945, Putschlau fait partie de l'arrondissement de Glogau dans le district de Liegnitz au sein de la province de Silésie.